# Jorgelina Aruzzi
Jorgelina Alicia Aruzzi

(Buenos Aires, 30 de septiembre de 1974) es una actriz y comediante argentina. Es reconocida por sus actuaciones en telenovelas como Chiquititas sin fin, El hombre de tu vida, Educando a Nina y 100 días para enamorarse.
En 2011, fue ganadora del Premio Martín Fierro en la categoría «Mejor actuación especial» por su participación en la serie El hombre de tu vida.

## Carrera actoral
Comenzó su carrera en el teatro con Pasiones Olvidadas en 1992. Luego vino Tertulias Eran Las De Antes por Las Tertulianas, junto a María Fernanda Sánchez en 1993. En 1996 comenzó en la televisión en El Palacio De La Risa, más las cuatro obras que hizo ese mismo año: El No De La Vaca, Historia De Margaritas Alegres, Mi Payaso Favorito y Nice To Meet You Machupichu.
Desde 1997, hasta mediados de 1998, participó en Videomatch y en Los Rodríguez. También volvió a tomar parte en las obras de teatro Rebeca del Romance Roto, El Asesino No Es El Mayordomo y El Fitito De Cecilia Dopazo.
Durante 1999 y 2000 volvió al teatro con Pasado Carnal, junto a Eugenia Guerty. En 2001 participó en la tiras Campeones de la vida, Peor es nada y El sodero de mi vida, también en la obra de teatro Confesiones De Mujeres De 30.
En 2002 formó parte de Una Para Todas y el programa Dadyvertido. Durante 2003 integró el elenco de Son amores, y retornó al teatro con El Amante.
En 2004 formó parte de sitcom argentina La niñera. Ese mismo año realizó una participación especial en El disfraz.
En 2005 formó parte de la sitcom creada por Cris Morena, Amor mío, donde interpretó a Vera. 
En 2006, vuelve a Telefe donde protagonizó Chiquititas sin fin, la octava temporada de la telenovela, con la cual retornó al teatro después de tres años.
En 2007 fue Sol Neumann en la comedia Aquí no hay quien viva, y formó parte en los sketches de Gilda:5 estrellas en el programa Susana Giménez.
Durante el año 2010 trabajó en Alguien que me quiera, una telenovela de Pol-ka, donde interpretó a Pepa.
El 2011 participó del capítulo 3 de El hombre de tu vida, unitario protagonizado por Guillermo Francella, donde Jorgelina interpretó a Yanina, una médica pediatra con discapacidad neurológica. Su papel tuvo una gran repercusión en los medios y fue aclamada por la crítica.Ese mismo año participó en uno de los capítulos de Recordando el show de Alejandro Molina y en algunos capítulos de la comedia Los Únicos.
En 2012 forma parte del elenco de La dueña, miniserie protagonizada por Mirtha Legrand, en donde interpreta a Daniela Rossi.  A fines de ese año participó en un capítulo de la telecomedia La pelu, como Alcira.
Durante 2013 formó parte del elenco de la obra teatral Le Prénom, una comedia dirigida por Arturo Puig. En la misma la acompañan Germán Palacios, Mercedes Funes, Peto Menahem y Carlos Belloso.  Desde abril del mismo año forma parte del elenco de Vecinos en guerra, producción de Underground y Endemol, en donde interpreta a Norita Sotelo.
En 2014 participó en la comedia Viudas e Hijos del Rock & Roll, emitida por Telefe con el personaje de Viviana «Vivian» Acosta, quien se interponía entre el romance de Vera Santoro (Celeste Cid) y Ramiro «Rama» Ferrer (Fernán Mirás).
Dos años después, en 2016 vuelve a Telefe para interpretar al personaje de Susana «Susi» Ximena en la comedia Educando a Nina producida por Underground.
En 2018 volvió a la pantalla chica, nuevamente en Telefe, interpretando a la abogada Inés Sosa en 100 días para enamorarse, ficción ganadora del Martín Fierro de oro.
En 2022 forma parte del elenco protagónico de la serie El primero de nosotros donde interpreta a Valeria Perell. La tira fue transmitida por Telefe y también está disponible en la plataforma de streaming Paramount+.

## Filmografía

### Televisión
| Año         | Título                                 | Canal         | Personaje/Rol                  |
| ----------- | -------------------------------------- | ------------- | ------------------------------ |
| 1995-1996   | El palacio de la risa                  | El Nueve      | Varios                         |
| 1997-1998   | Videomatch                             | Telefe        | Varios                         |
| 1998        | Los Rodríguez                          | Telefe        | Varios                         |
| 2000        | Chabonas                               | América TV    | Varios                         |
| 2001        | Peor es nada                           | América TV    | Varios                         |
| 2001        | Campeones de la vida                   | El Trece      | Mucama                         |
| 2001        | El sodero de mi vida                   | El Trece      |                                |
| 2002        | Una para todas                         | América TV    |                                |
| 2002        | Dadyvertido                            | Telefe        | Varios                         |
| 2002 - 2003 | Son amores                             | El Trece      | Fan de Rey Sol                 |
| 2004        | El disfraz                             | El Trece      | Lola                           |
| 2004        | La niñera                              | Telefe        | Vale                           |
| 2005        | Amor mío                               | Telefe        | Vera                           |
| 2006        | Chiquititas 2006                       | Telefe        | Magalí / Lilí Garcés           |
| 2007-2008   | Susana Giménez                         | Telefe        | Varios                         |
| 2008        | Aquí no hay quien viva                 | Telefe        | Sol Neumann                    |
| 2010        | Alguien que me quiera                  | El Trece      | Josefina "Pepa" Andrade        |
| 2011        | Los Únicos                             | El Trece      | Ruth/Brigitte                  |
| 2011        | Recordando el show de Alejandro Molina | Encuentro     | Ivette                         |
| 2011        | El hombre de tu vida                   | Telefe        | Yanina Valverde                |
| 2011        | Adictos                                | Canal 10      | Fernanda Ruiz                  |
| 2012        | La dueña                               | Telefe        | Daniela Rossi                  |
| 2012        | La pelu                                | Telefe        | Alcira                         |
| 2013        | Historias de diván                     | Telefe        | Ayelén                         |
| 2013-2014   | Vecinos en guerra                      | Telefe        | Nora "Norita" Sotelo           |
| 2014-2015   | Viudas e Hijos del Rock & Roll         | Telefe        | Vivian Acosta                  |
| 2015        | Junior Express                         | Disney Junior | Margarita                      |
| 2015        | Conflictos modernos                    | El nueve      | Fabiana                        |
| 2016        | Educando a Nina                        | Telefe        | Susana "Susy" Ximena Contreras |
| 2016        | La peluquería de don Mateo             | Telefe        | Susana "Susy" Ximena Contreras |
| 2018        | 100 días para enamorarse               | Telefe        | Inés Sosa                      |
| 2020        | Divina comida                          | Telefe        | Participante / Anfitriona      |
| 2020        | Flor de equipo                         | Telefe        | Jacky Guzmán                   |
| 2022        | El primero de nosotros                 | Telefe        | Valeria Perell                 |
| 2022-2023   | Los protectores                        | Star+         | Nora Magoya                    |
| 2024        | Bake Off Famosos Argentina             | Telefe        | Participante (eliminada)       |
| 2025        | Menem                                  | Prime Video   | Amanda Salas                   |

### Cine
| Año  | Título                                 | Personaje       | Director         |
| ---- | -------------------------------------- | --------------- | ---------------- |
| 2004 | TL-1, mi reino por un platillo volador | Elena Ríos      | Tetsuo Lumière   |
| 2012 | Por un tiempo                          | Natalia Linares | Gustavo Garzón   |
| 2013 | Corazón de León                        | Corina Montes   | Marcos Carnevale |
| 2014 | Muerte en Buenos Aires                 | Ana             | Natalia Meta     |
| 2015 | Sin hijos                              | Gina            | Ariel Winograd   |
| 2021 | Ex casados                             | Sonia           | Sabrina Farji    |

## Teatro
| Año       | Título                         | Personaje        |
| --------- | ------------------------------ | ---------------- |
| 1992      | Pasiones olvidadas             |                  |
| 1993      | Tertulias eran las de antes    |                  |
| 1996      | El no de la vaca               |                  |
| 1996      | Historia de margaritas alegres |                  |
| 1996      | Mi payaso favorito             |                  |
| 1996      | Nice to meet you Machupichu    |                  |
| 1997      | Rebeca del romance roto        |                  |
| 1997      | El asesino no es el mayordomo  |                  |
| 1997      | El fitito                      |                  |
| 1999-2000 | Pasado carnal                  |                  |
| 2001      | Confesiones de mujeres de 30   |                  |
| 2003      | El Amante                      |                  |
| 2006      | Chiquititas sin fin            | Magalí Garcés    |
| 2008      | La madre impalpable            |                  |
| 2010      | Amor, dolor y ¿qué me pongo?   |                  |
| 2012      | El hijo de puta del sombrero   |                  |
| 2013      | Le Prénom                      |                  |
| 2016      | Carmen en la cruz              |                  |
| 2017      | La puerta de al lado           |                  |
| 2018      | Nini en el aire                |                  |
| 2019-2020 | La verdad                      |                  |
| 2022      | Casados con hijos              | Azucena Fuseneco |
| 2023-2024 | Animal Humano                  |                  |
| 2024      | Felicidades                    | Ayelén           |

## Premios y nominaciones
| Año  | Organización          | Categoría                                             | Trabajo                  | Resultado | Ref(s) |
| ---- | --------------------- | ----------------------------------------------------- | ------------------------ | --------- | ------ |
| 2006 | Premios Martín Fierro | Mejor actriz de reparto en comedia                    | Amor mío                 | Nominada  | [ 14 ] |
| 2008 | Premios ACE           | Actriz en espectáculo alternativo                     | La madre impalpable      | Ganadora  | [ 15 ] |
| 2011 | Premios Martín Fierro | Mejor actuación especial                              | El hombre de tu vida     | Ganadora  | [ 16 ] |
| 2016 | Premios Tato          | Mejor actriz de reparto                               | Educando a Nina          | Ganadora  | [ 17 ] |
| 2016 | Premios Martín Fierro | Mejor actriz protagonista de ficción diaria / comedia | Educando a Nina          | Nominada  | [ 18 ] |
| 2018 | Premios Martín Fierro | Mejor actriz de reparto                               | 100 días para enamorarse | Nominada  | [ 19 ] |
| 2019 | Premios ACE           | Mejor actriz protagónica en comedia                   | La verdad                | Ganadora  | [ 20 ] |
| 2023 | Premios Martín Fierro | Mejor actriz protagonista de ficción                  | El primero de nosotros   | Nominada  | [ 21 ] |
| 2024 | Premios ACE           | Mejor actriz en comedia                               | Felicidades              | Nominada  | [ 22 ] |
| 2024 | Premios ACE           | Mejor actriz en obra para un solo personaje           | Animal humano            | Nominada  | [ 22 ] |